# 25 let
25 let je album Pihalnega orkestra Bežigrad, ki je izšel ob obletnici delovanja zasedbe na glasbeni kaseti leta 2001 pri založbi ZKP RTV Slovenija.

## Seznam posnetkov
| Stran A | Stran A                  | Stran A    | Stran A      | Stran A |
| Št.     | Naslov                   | Glasba     | Priredba     | Dolžina |
| ------- | ------------------------ | ---------- | ------------ | ------- |
| 1.      | „Slovenski venček št. 1‟ |            | J. Privšek   | 3:23    |
| 2.      | „Szegediner polka‟       | V. Kabec   |              | 2:41    |
| 3.      | „Gorenjska koračnica‟    | M. Tonkli  | V. Štrucl    | 2:58    |
| 4.      | „Cha cha l'amour‟        | K. Achs    | M. Schneider | 3:18    |
| 5.      | „Cu cu ru cu cu paloma‟  | T. Mendez  | V. Štrucl    | 3:38    |
| 6.      | „Military Escort‟        | H. Bennett |              | 2:21    |

| Stran B         | Stran B               | Stran B         | Stran B             | Stran B |
| Št.             | Naslov                | Glasba          | Priredba            | Dolžina |
| --------------- | --------------------- | --------------- | ------------------- | ------- |
| 1.              | „Ko je ur'ca polnoči‟ | V. Leško        |                     | 2:25    |
| 2.              | „The Final Countdown‟ | J. Tempest      | J. Glenesk Mortimer | 3:58    |
| 3.              | „Swinging sax's‟      |                 | K. Pfortner         | 3:06    |
| 4.              | „Cielito lindo‟       | C. Fernandez    | V. Štrucl           | 3:59    |
| 5.              | „Y.M.C.A.‟            | J. Morali       | J. Glenesk Mortimer | 2:24    |
| 6.              | „Triglav‟ (koračnica) | J. Fučik        |                     | 2:28    |
| Skupna dolžina: | Skupna dolžina:       | Skupna dolžina: | Skupna dolžina:     | 36:39   |

## Sodelujoči

### Pihalni orkester Bežigrad
- Viktor Kresnik – dirigent

### Pevec
- Alberto Gregorič – vokal na posnetkih A5 in B4

### Produkcija
- Dečo Žgur – producent
- Drago Hribovšek – tonski mojster, digitalno masteriranje
- Jani Demšar – oblikovanje